# Soyjak.party
Soyjak.party (англ. «Партия сойджаков», «Вечеринка сойджаков»), также известен как The Sharty или The Party — англоязычный имиджборд, посвященный интернет-мему «сойджак». Антидиффамационная лига описывает этот сайт как «ультраправый реакционный имиджборд, наполненный грубым расистским и антисемитским юмором». Сайт взял на себя ответственность за взлом 4chan 14 апреля 2025 года.

## История
Сайт был создан 20 сентября 2020 года пользователем 4chan под ником Soot. Первоначально Soot создал форум как шутку и «не ожидал, что это станет таким популярным местом». Имиджборд получил заметную популярность после закрытия раздела /qa/ на 4chan, который являлся основным местом для публикации картинок «сойджаков».

### Взлом 4chan
14 апреля 2025 года 4chan был взломан. Взломщик получил доступ к персональным данным модераторов и платных подписчиков, обнародовал исходный код, восстановил раздел /qa/, добавил надпись «SOYJAK.PARTY WON #PACKWATCH». Soyjak.party, в частности аноним S0I1337, взяли ответственность за взлом.

## Структура
На имиджборде представлено 49 разделов, 12 из которых скрыты. Основными разделами являются /soy/ (самый популярный раздел, предназначенный для публикации сойджаков), /qa/ («Question & Answer» с англ. — «Ответы на вопросы», продолжение удалённого одноимённого раздела) и /pol/ («Politically Incorrect», с англ. — «Неполиткоректный», продолжение одноимённого раздела на 4chan).
Отличительной чертой сайта является использование собственного искусственного языка «Soyspeak». Язык состоит преимущественно из локального жаргона и пародирования новояза, вымышленного языка из романа «1984». Например, «gem» (с англ. — «алмаз») означает что-то положительное, а «coal» (с англ. — «уголь») что-то отрицательное.
За активностью на сайте, как и на 4chan, следят модераторы и «уборщики» (англ. jannies).

## Терроризм

### Стрельба вДжэксонвилле
Райан Кристофер Палметер — американский стрелок из Орандж-Парка, штат Флорида, открывший огонь в магазине «Dollar General» в Джэксонвилле. Палметер был бывшим студентом средней школы Оуклиф и колледжа Флаглер. Он был активен на 4chan, 8chan и Soyjak.party.

### Стрельба в средней школе Антиохии
Нападавший был опознан как 17-летний афроамериканский студент Соломон Хендерсон. В записях Хендерсон восхвалял различных массовых убийц, включая исполнителей стрельбы в мечетях Крайстчёрча и стрельбы в Братиславе, и разделял антисемитские и расистские взгляды. Дневник на 288 страницах, написанный Хендерсоном, содержал желание убивать людей и страх быть пойманным властями. Он выражал убеждения белых националистов и неонацистов, включая ненависть к группам меньшинств. Хендерсон описывал себя как чернокожего человека, который «не признаёт представителей своей расы». Хендерсон, по его словам, был частым пользователем имиджборда Soyjak.party, его манифест содержит множественное упоминание, символику, жаргонизмы и мемы с этого сайта. После стрельбы на имиджборде началась паника.
При поиске «Solomon Henderson» на Вики форума пользователя переносит на юмористическую страницу «ACCESS DENIED».

### Джошуа Райн Голдберг
Джошуа Райн Голдберг — американский интернет-тролль, осуждённый за попытку подрыва в 14-ю годовщину терактов 11 сентября, выдавая себя за террориста, связанного с ИГИЛ. 28 апреля 2024 года, через 27 дней после освобождения из тюрьмы, Голдберг объявил в своем аккаунте X о открытии «Спроси меня о чём угодно» (AMA) на Soyjak.party, поскольку он не смог создать её на Reddit из-за блокировки на сайте[значимость факта?].